# Вулиця Михайла Кричевського
Вулиця Михайла Кричевського — вулиця у Залізничному районі міста Львова, в місцевості Сигнівка. Сполучає вулиці Городоцьку та Любінську між собою, а також утворює перехрестя з вулицями Сигнівка та Патона. Прилучається вулиця Солов'їна.

## Історія
У 1993 році утворено нову вулицю, завдовжки 1,235 км, яку назвали на честь Михайла Кричевського — наказного гетьмана українського козацтва. Назви вулиць-попередниць змінювались неодноразово, переважно у зв'язку зі змінами політичних режимів.
За Польщі — це було дві окремих вулиці, які мали свої назви. Ділянка вулиці від сучасної вулиці Городоцької до вулиці Сигнівки ще до 1933 року мала назву вулиця Театральна, а від сучасної вулиці Сигнівки до вулиці Любінської — вулиця Театральна бічна та обидві належали до тоді ще підміському селищу Сигнівка. Після входження села до меж міста 11 квітня 1930 року, вулиці колишнього селища були перейменовані або ж новоутвореним вулицям надавалися певні назви. Так, у 1936 році вулицю Театральну перейменовано на вулицю Радзиміньску, а вулицю Театральну бічну — на вулицю Радзиміньску бічну. 
У радянські часи, починаючи від липня 1944 року вулиця Радзиміньска отримала назву вулиця Радзимінська, а вулиця Радзиміньска бочна стала вулицею Радзимінською бічною. 1950 року до вулиці Радзимінської приєднано ділянку між сучасними вулицями Сигнівкою та Любінською і тоді новоутворена вулиця отримала назву вулиця Маргаринова, а колишня вулиця Радзимінська бічна стала вулицею Маргариновою бічною. 1993 року вулиці Маргаринова та Маргаринова бічна були об'єднані в одну вулицю, яка того ж року була перейменована на вулицю Кричевського. Нумерація чотирьох будинків, що належали до колишньої вулиці Маргаринової бічної збережена.

## Забудова
В забудові вулиці Михайла Кричевського переважає одноповерховий конструктивізм 1930-х років, одноповерхова садибна забудова, двоповерхові барачні забудови 1950-х років, індивідуальні забудови нового часу, а також багатоповерхова забудова 2000-х років.
№ 61 — двоповерховий цегляний будинок, у якому до 2013 року містилися служби колишнього ЛКП «Сріблястий». ЛКП «Сріблястий» в результаті реорганізації був закритий, а житлові будинки, які перебували на його балансі, були передані на баланс ЛКП «Сигнівка» та ЛКП «Нове» відповідно. І відтоді будівля стоїть пусткою. У жовтні 2017 року виконком ЛМР погодив передачу приміщення колишнього ЖЕКу з балансу ЛКП «Агенція ресурсів Львівської міської ради» на баланс Шевченківського та Залізничного районів управління освіти департаменту гуманітарної політики. Після проведення ремонту там планується відкриття дитячого садочку або ж «переселять» у це приміщення Львівську державну школу мистецтв № 11, натомість у вивільненому приміщенні на вулиці Виговського, 1а, відновлять дитячий садок на 10 груп.
На початку липня 2018 року презентували візуалізацію попереднього проєкту багатофункціональної школи мистецтв з елементами інклюзії на вул. Кричевського, 61. Над проєктом працювали архітектори відомої у Львові «Проектної майстерні Бєляєвих». Проєкт буде реалізований у дві черги. Навесні 2019 року планують розпочати першу чергу — капітальний ремонт існуючого приміщення колишнього ЛКП «Сріблястий», пізніше буде розроблено проєкт другої черги Школи мистецтв та перейдено до будівництва самого об'єкту. Попередньо для реалізації проєкту потрібно 20-25 млн. гривень. Передбачається, що багатофункціональна школа мистецтв матиме три поверхи загальною площею майже 1000 м², окрему концертну залу, класи хореографії, хорового співу, живопису, вокалу, театральну студію та студію звукозапису.
№ 63а — приміщення одного з центральних теплових пунктів ЛКП «Залізничнетеплоенерго».
№ 65 — п'ятиповерховий житловий багатоквартирний будинок, споруджений на початку 2000-х років.
№ 67 — до 2017 року за цією адресою знаходився одноповерховий житловий будинок та приватна автостоянка. Упродовж 2017—2019 років тут споруджений житловий комплекс «Кайзер» (забудовник ТзОВ «ДКС Захід»), що складається двох згрупованих багатоквартирних 8-поверхових житлових будинків з підземним паркінгом.